# Schubert Motorsport
Schubert Motorsport ist ein privates deutsches Motorsportteam, das seit 2007 unter diesem Namen auftritt. Es sitzt in Oschersleben an der Motorsport Arena Oschersleben. Teamchef und Gründer des Teams ist der Kraftfahrzeugmeister Torsten Schubert.

## Geschichte
Torsten Schubert (* 1963) nahm ab 1982 an nationalen Autocross-Wettbewerben teil und wurde 1985 DDR-Vizemeister. Ab 1996 nahm er an der Autocross-Europameisterschaft teil und konnte im Jahr darauf Vizemeister werden. Nachdem er 1998 Dritter wurde, schaffte Schubert 1999 den Sieg in der Europameisterschaft.

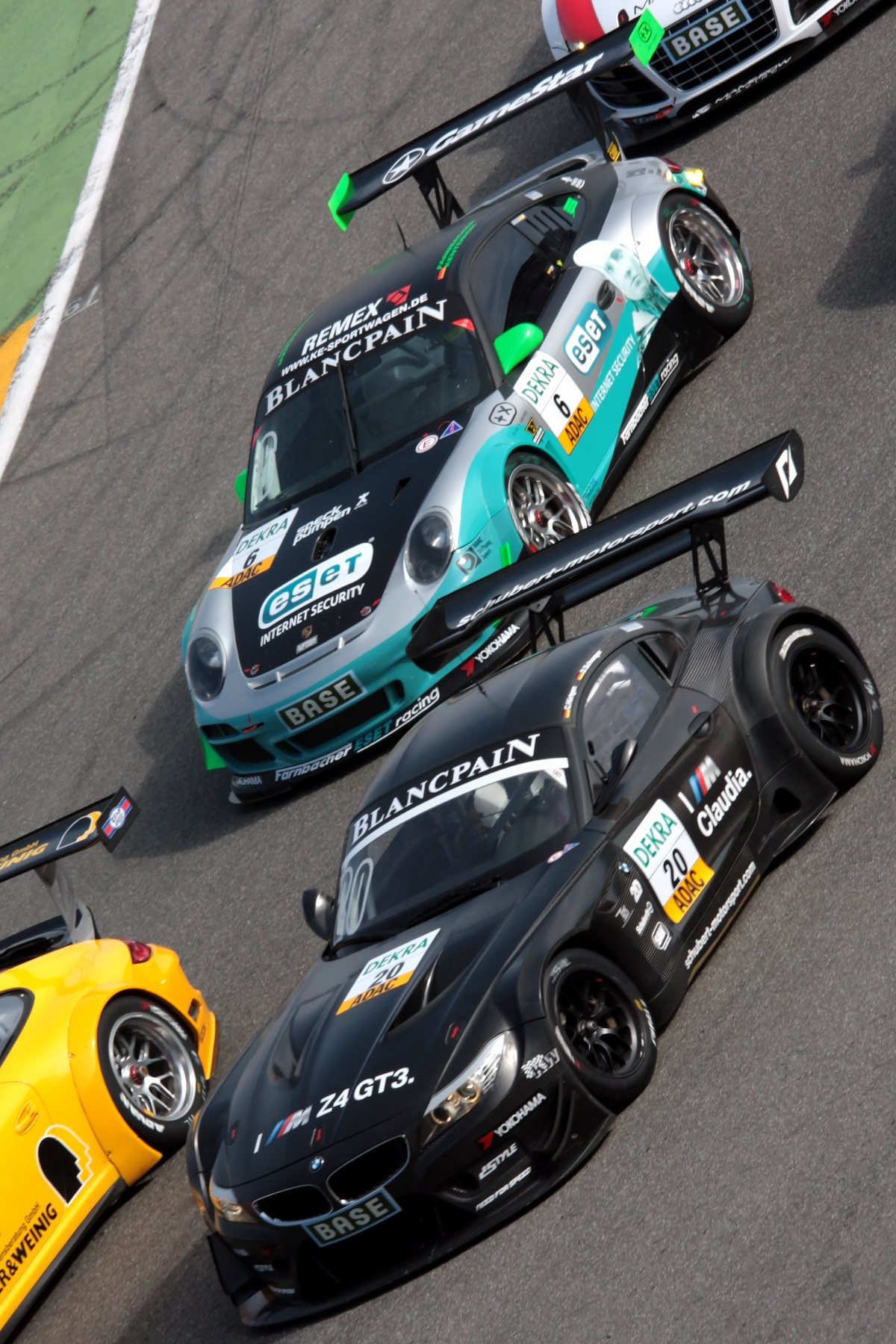
Claudia Hürtgen (vorne) beim Rennstart zum ersten Sieg im ADAC GT Masters 2012

Anschließend stieg Schubert in die Deutschen Tourenwagen Challenge ein und bestritt mit seinen Teamkollegen Thomas Schiemann und Detlef Linke ab 2000 eine volle Saison. Nach der Saison zog sich Schubert als Fahrer aus dem Motorsport zurück und setzte von nun an Profi-Piloten ein. Seinem Fahrer Markus Gedlich gelang bereits 2001 der Meisterschaftssieg. In der DTC-Saison 2002 erreichte Claudia Hürtgen zwei Siege und wurde Dritte in der Gesamtwertung. Franz Engstler wurde Dritter beim „Guia Race“ in Macau.
2003 arbeitete Schubert Motorsport mit „Carly Motors“ zusammen und setzte jeweils zwei Fahrzeuge in der Deutschen Tourenwagen Challenge und in der Tourenwagen-Europameisterschaft ein. Claudia Hürtgen schaffte den Gesamtsieg in der Meisterschaft und Donald Molenaar wurde Vierter. Die Teamwertung ging ebenfalls an Schubert Motorsport. In der Tourenwagen-Europameisterschaft gewann Duncan Huisman die Privatfahrerwertung und wurde Siebter in der Gesamtwertung. Tom Coronel belegte hinter Huisman Platz zwei. Claudia Hürtgen gelang 2004 die Titelverteidigung in der neuen „DMSB-Produktionswagen-Meisterschaft“, der Nachfolgeserie der DTC.

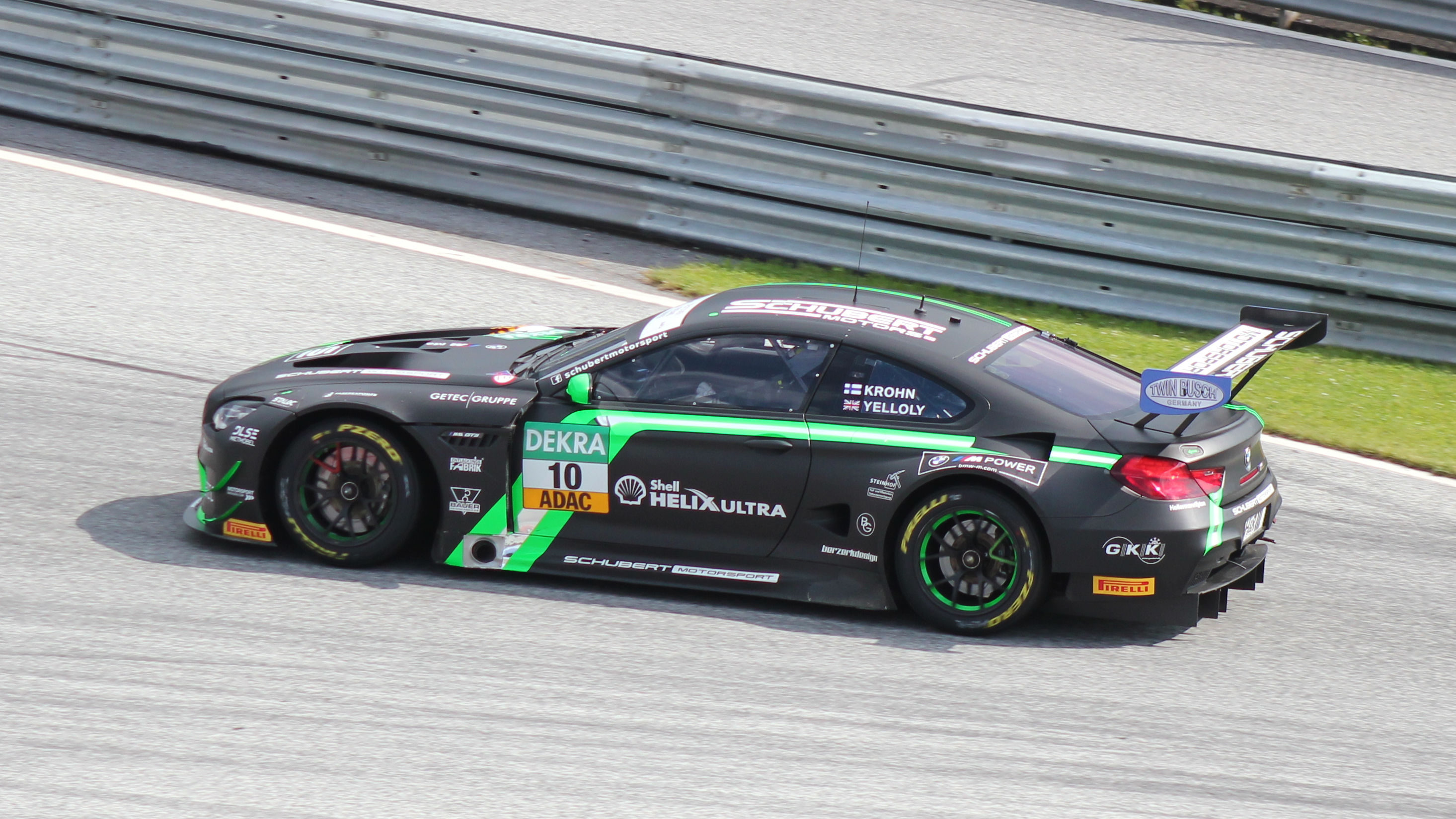
BMW M6 GT3 in Spielberg 2021

Im Jahr darauf gewann Hürtgen bei ihrer ersten Teilnahme die BFGoodrich Langstreckenmeisterschaft. Ab 2006 wurden neue BMW 120d eingesetzt, welche bei allen neun Läufen den Klassensieg errangen. Beim 24-Stunden-Rennen auf dem Nürburgring schaffte das Team einen fünften Platz in der Gesamtwertung und den Klassensieg bei den Dieselfahrzeugen. Bei Gastauftritten in der ADAC-Procar-Serie, der ehemaligen DMSB-Produktionswagen-Meisterschaft, gewann Claudia Hürtgen in Oschersleben zwei Läufe im alten BMW 320i und Marc Hennerici zwei Läufe im BMW 120d.
Ab 2007 wurde in der BFGoodrich Langstreckenmeisterschaft auch ein BMW Z4 M Coupé eingesetzt. Die Fahrer Hans-Joachim Stuck, Johannes Stuck, Claudia Hürtgen und Richard Göransson erreichten den Klassensieg in der SP6 sowie den fünften Platz in der Gesamtwertung beim 24-Stunden-Rennen. Stian Sørlie und Jörg Viebahn wurden im BMW 120d Vierte in der Gesamtwertung der Langstreckenmeisterschaft auf dem Nürburgring.
Beim 24-Stunden-Rennen 2008 führte das BMW Z4 M Coupé lange Zeit das Rennen an, bis es in der Nacht durch einen Überschlag des Norwegers Stian Sørlie ausschied. Ähnlich verlief das 24-Stunden-Rennen 2009 für den Z4, gegen 21:00 Uhr beendete ein kapitaler Motorschaden im Bereich Hohe Acht die Fahrt abrupt. Sehr erfolgreich hingegen war der Einsatz der drei BMW 320d, welche einen Doppelsieg in der Dieselklasse bis zwei Liter Hubraum erringen konnten und der erstplatzierte BMW 320d das Rennen auf der 25. Position Gesamtposition beendete.
Erfolgreicher verlief das 24-Stunden-Rennen auf dem Nürburgring 2010: Mit dem neuen BMW Z4 GT3 sicherte sich Schubert Motorsport den 4. Gesamtrang. Der zweite eingesetzte BMW Z4 GT3 hatte schon früh einen heftigen Abflug.
Im Januar 2011 erzielte Schubert Motorsport mit einem Z4 GT3 den Sieg bei den 24 Stunden von Dubai. In der Saison 2015 des ADAC-GT-Masters konnte das Team um Torsten Schubert die Teamwertung gewinnen. Zudem sicherte man sich mit den Dominik Baumann den zweiten und mit Jens Klingmann den dritten Platz in der Fahrerwertung.
Beim 24-Stunden-Rennen auf dem Nürburgring 2021 startete das Schubert Motorsport Team mit dem BMW M6 GT3 von Position 4 und erreichte das Ziel als sechster. Darüber hinaus fuhr das Team die schnellste Rundenzeit des Wochenendes.
Im Februar 2022 wurde bekanntgegeben, dass Schubert Motorsport neu in die DTM einsteigt. Zum Einsatz kommen zwei BMW M4 GT3. Am 23. Mai 2022 feierte das Schubert Motorsport Team eines ihrer erfolgreichsten Rennwochenenden in ihrer seit 1999 laufenden Geschichte. Sie gewannen sowohl beide Rennen im ADAC GT Masters, als auch beide Rennen in der DTM.
Am Ende der DTM-Saison 2022 gewann das Schubert Team um ihre Fahrer Sheldon van der Linde und Philipp Eng sowohl den Fahrertitel, als auch die Teamwertung. Damit erzielte Schubert Motorsport einen ihrer größten Erfolge in ihrer Motorsportgeschichte.
Im Dezember 2023 erhielt Torsten Schubert, der im Jahr 2008 sechs Autohäuser mit 180 Mitarbeitern betrieb, für sein langjähriges Engagement im politischen und sozialen Bereich das Bundesverdienstkreuz.

## Belege
1. 1 2  Jonas Plümer: Teamchef Torsten Schubert erhält Bundesverdienstkreuz. In: speedweek.com. 8. Dezember 2023, abgerufen am 20. Dezember 2023.
2. ↑  Schubert siegt in der Wüste, abgerufen am 20. Mai 2011
3. ↑  Schubert Motorsport erobert schnellste Runde und Platz sechs. Abgerufen am 7. Juni 2021.
4. ↑  Schubert nach Spielberg-Doppel bewegt: "Muss man ins Wörterbuch schreiben". Abgerufen am 22. Mai 2022.
5. ↑  DTM 2022: Sheldon van der Linde neuer Champion / DTM - SPEEDWEEK.COM. Abgerufen am 9. Oktober 2022.
6. ↑  Elvira Minack: Alles ganz persönlich. In: kfz-betrieb.vogel.de. 25. März 2008, abgerufen am 20. Dezember 2023.